# Pałac w Szklarach Górnych
Pałac w Szklarach Górnych (niem.  Schloss Ober Gläsersdorf) – zabytkowy pałac w Szklarach Górnych – wsi w Polsce w województwie dolnośląskim, w powiecie lubińskim, w gminie Lubin.

## Położenie
Pałac w Szklarach Górnych położony jest w południowo-zachodniej Polsce w północno-wschodniej części Wysoczyzny Lubińskiej, około 7,2 km na północny zachód od Lubina, po wschodniej stronie lokalnej drogi do Lubina.

## Opis
Prostokątny, z bocznymi skrzydłami, trzytraktowy. Główny budynek pałacu trzykondygnacyjny, skrzydła boczne dwukondygnacyjne, o elewacjach podzielonych pilastrami, wspartymi na gładkim cokole parteru. Całość zbudowana na planie litery E, charakteryzuje się przesunięciem kondygnacji. Na osi fasady centralnej - reprezentacyjne schody wykończone kamienną balustradą. Główny portal wejściowy, obramowany dwoma pilastrami na wysokości pierwszego piętra, zwieńczony jest bogato zdobionym balkonem. Pilastry przechodzą w konsole podtrzymujące kamienną balustradę balkonu z wazonami. W gzymsie głównym, nad wejściem balkonowym, umieszczony są wspaniale dekorowane panoplią kartusze z herbami Johanna Heinricha d’Hautois de Bronne auf Seppau z Lotaryngii, żonatego z Jacobiną Charlottą von Frankenberg-Ludwigsdorf. Na osi fasady ogrodowej wysunięty szeroki płaski ryzalit z obszernym tarasem, nad którym znajduje się niewielki balkon z kamienną, ozdobną balustradą. Cały budynek jest zdobiony płaskimi pilastrami międzyokiennymi i barokowymi obramieniami okien. Dachy mansardowe, pokrycie ceramiczne, zdobione licznymi nadbudówkami poddaszowymi i lukarnami. Środkową część pałacu zajmuje ciąg paradny, złożony z westybulu i klatki schodowej oraz sali balowej. Układ pomieszczeń korytarzowy i amfiladowy, część wnętrz zachowała późnobarokowy wystrój. Od frontu pałac poprzedza dziedziniec honorowy, do którego prowadzi szeroki podjazd. Po przeciwnej stronie rozciąga się park krajobrazowo-naturalistyczny z elementami architektury ogrodowej, pawilonem z kolumnadą i rzeźbami figuralnymi z piaskowca.

## Historia
W miejscu pałacu już w I połowie XIV wieku znajdował się zamek otoczony fosą, pełniący funkcję strażnicy granicznej. W latach 1715–1725, z inicjatywy hrabiego Johanna Heinricha d’Hautois de Bronne auf Seppau z Lotaryngii, żonatego z Jacobiną Charlottą von Frankenberg-Ludwigsdorf, wzniesiono tu pałac w stylu barokowym, według projektu znakomitego architekta śląskiego Johanna Blasiusa Peintnera. Hrabia d’Hautois de Bronne, nie mając potomstwa w linii prostej, przekazał pałac wraz z dobrami bratankowi, hrabiemu Clairon d'Haussonville. W rękach tego rodu pałac znajdował się do 1833 roku. Następnie przez 60 lat pałac zmieniał kolejnych właścicieli; w ostatnich latach XIX wieku należał do Paula Fuhrmanna-Karringa, od którego w 1899 roku pałac z posiadłością nabyła zniemczona rodzina włoska Ballestrem (di Castellengo) z Pławniowic. W 1900 roku hrabia Franz von Ballestrem przebudował pałac, nadając mu styl neobarokowy; zlikwidowano barokowy most, a na jego miejscu od frontu wzniesiono szeroki podjazd z balustradą, na której postawiono dwa charakterystyczne lwy. Po bokach powstały gazony obsadzone drzewami i krzewami. W 1910 r. budowlę poszerzono o dwa boczne symetryczne skrzydła. Pałac własnością Ballestremów był do 1945 r., ostatnim jego właścicielem był dr Nikolaus (Wolfgang Friedrich Franz) von Ballestrem, który, uciekając przed Armią Czerwoną, zginął w czasie amerykańskiego nalotu na Drezno w lutym 1945 r. Po II wojnie światowej pałac był własnością państwa; przez wiele lat zamieszkiwali w nim pracownicy miejscowego PGR-u. Pałac remontowany był w latach 1970-1971. Ostatnią renowację pałacu przeprowadzono w 1995 roku. W latach 1973–1983 znajdował się w nim Zakład Poprawczy Ministerstwa Sprawiedliwości.

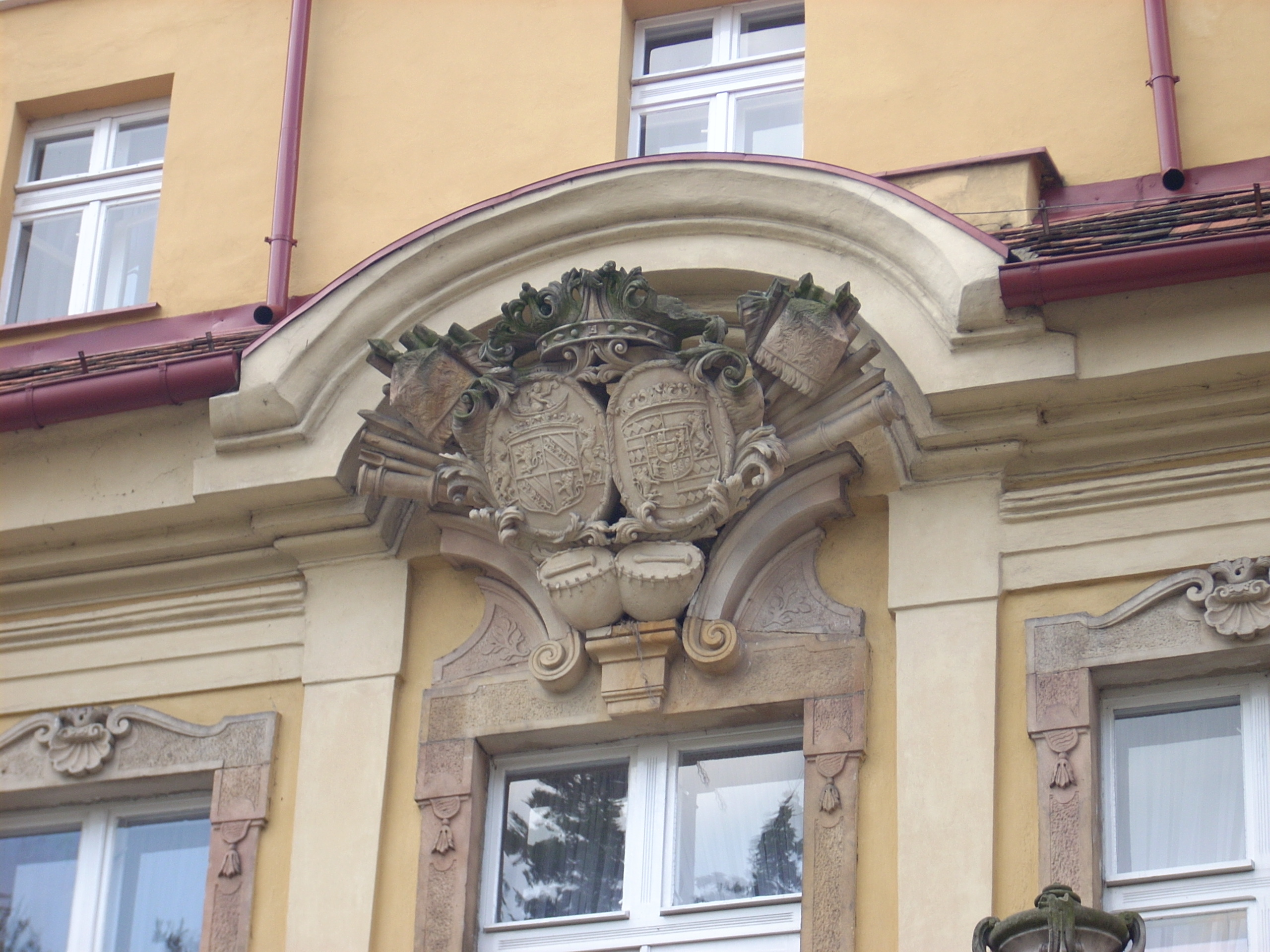
Herby: d'Hautois, Frankenberg
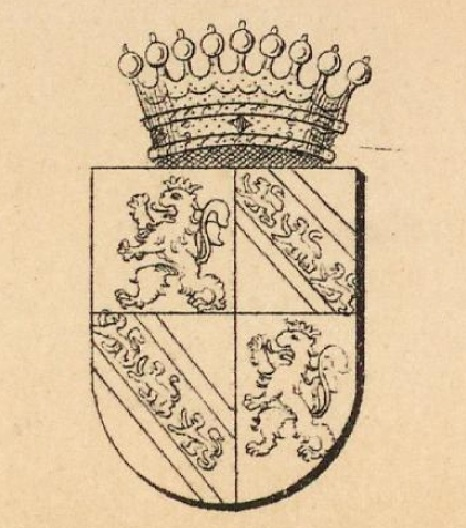
Herb Johanna d'Hautois de Bronne
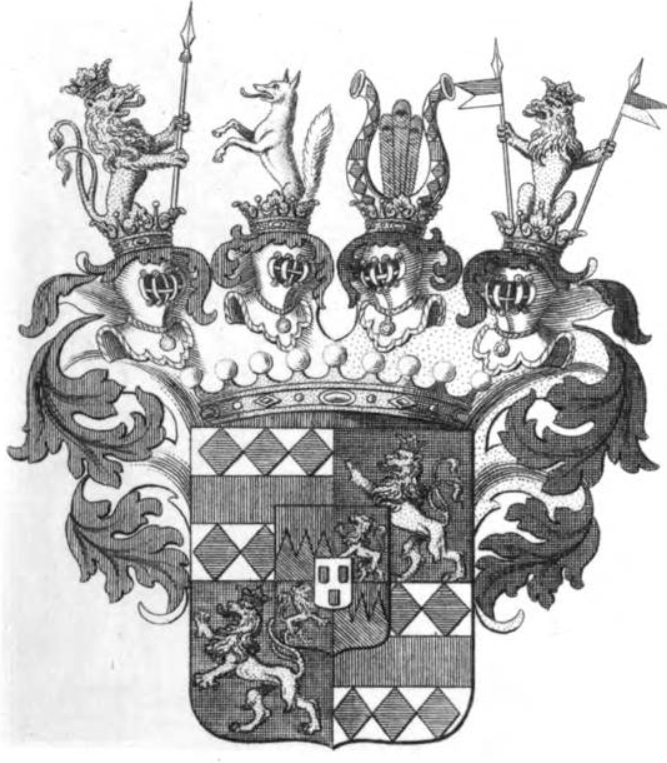
Herb Jacobiny von Frankenberg
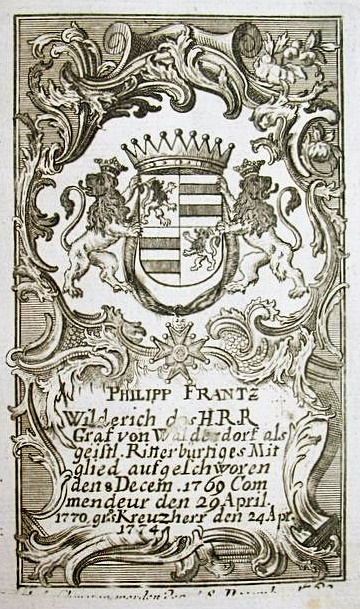
Herb Anny von Walderdorff

## Pałac dzisiaj
Obecnie w pałacu od 1983 r. mieści się Specjalny Ośrodek Szkolno-Wychowawczy. Pałac jest w dobrym stanie.
Pałac w Szklarach Górnych wpisany jest do rejestru zabytków pod poz. 271 z 11 maja 1951 r.